# Lensman

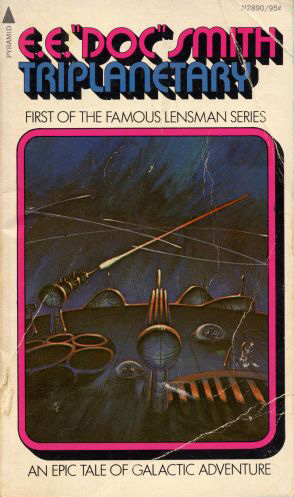
Copertina del romanzo Triplanetario (Triplanetary, 1948), il primo romanzo del ciclo dei Lensman

Il Ciclo dei Lensman (o Lensmen) è una serie di romanzi fantascientifici del filone della space opera scritti da E. E. "Doc" Smith. Fu candidata nel 1966 al premio Hugo per la migliore serie di fantascienza di tutti i tempi, venendo battuta dal ciclo della Fondazione di Isaac Asimov.

## Trama
La serie narra del conflitto durato da eoni fra due potenti razze aliene: Gli Arisiani, telepati che contribuiscono allo sviluppo delle civiltà nella galassia, e gli Eddoriani, creature ameboidi, mutaforma e assetati di potere provenienti da un universo parallelo che mirano alla conquista della galassia.
Rendendosi conto di non essere abbastanza potenti da sconfiggere gli Eddoriani, gli Arisiani decisero di attuare in segreto un programma di allevamento su vari mondi sperando di creare degli esseri abbastanza potenti da distruggere gli Eddoriani.
Triplanetario mostra le prime fasi del piano degli Arisiani, narrando delle vite di guerrieri di varie epoche storiche, dalla caduta di Atlantide ai primi viaggi interstellari. Narra anche dei membri della famiglia Kinnison frutto del piano degli Arisiani.
Il secondo libro, Il Primo Lensman racconta della formazione della Pattuglia Galattica e della creazione delle prime lenti. Le lenti sono delle armi speciali che conferiscono a chi le possiede vari poteri psichici per difendere la giustizia nella galassia e poter comunicare con forme di vita aliene grazie alla telepatia. La lente non può essere indossata da nessun altro oltre al suo proprietario, ucciderebbe chiunque cercasse di usarla.
Passarono i secoli, e finalmente apparvero le ultime generazioni del programma di allevamento degli Arisiani. In ciascuno dei pianeti scelti dagli Arisiani, pochi individui riescono a concludere il loro allenamento imposto dagli Arisiani e vengono scelti per essere portati al ‘'secondo livello'’ dove acquisiscono delle potenti abilità mentali anche senza avere la lente.
Quando il programma di allevamento raggiunse la sua conclusione, gli umani vennero scelti come la razza migliore. Kimball Kinnison sposò Clarissa McDougall, una infermiera della Pattuglia Galattica che divenne la prima Lensman donna. I loro figli, un maschio e quattro gemelle, divennero ‘'I figli della lente'’, dotati di abilità che li pongono al di sopra di tutti gli esseri della galassia e abbastanza potenti da abbattere le difese degli Eddoriani.
Dopo la sconfitta degli Eddoriani, gli Arisiani abbandonarono la galassia, lasciando ai Figli Della Lente il compito di difenderla da future minacce.

## Romanzi
I capitoli dei romanzi furono pubblicati su varie riviste prima di venire raccolti in volumi. I libri che compongono la serie sono:
1. Triplanetario (Triplanetary, 1948, originariamente pubblicato sulla rivista Amazing Stories nel 1934); ed. it. traduzione di Marisa Sanfelice, Delta Fantascienza Fantasia Eroica 8 vol. VIII, Delta, 1973; traduzione di Piergiorgio Nicolazzini, in La saga dei Lensmen, Cosmo Serie Oro. Classici della Narrativa di Fantascienza 117, Editrice Nord, 1991.
2. Il primo Lensman (First Lensman, 1950, Fantasy Press); ed. it. come Il dono del pianeta segreto, traduzione di Marisa Sanfelice, Delta Fantascienza Fantasia Eroica 12 Volume XII, Delta, 1974; traduzione di Piergiorgio Nicolazzini, in La saga dei Lensmen, Cosmo Serie Oro. Classici della Narrativa di Fantascienza 117, Editrice Nord, 1991.
3. Pattuglia galattica (Galactic Patrol, 1950, originariamente pubblicato nel 1937 sulla rivista Astounding Stories); ed. it. traduzione di Marisa Sanfelice, Delta Fantascienza Fantasia Eroica 16 vol. XVI, Delta, 1974; traduzione di Annarita Guarnieri, in Pattuglia Galattica: La Saga dei Lensmen II, Cosmo Serie Oro. Classici della Narrativa di Fantascienza 122, Editrice Nord, 1992.
4. Il Lensman grigio (Gray Lensman, 1951, originariamente pubblicato nel 1939 su Astounding Stories); ed. it. traduzione di Annarita Guarnieri in Pattuglia Galattica: La Saga dei Lensmen II, Cosmo Serie Oro. Classici della Narrativa di Fantascienza 122, Editrice Nord, 1992.
5. I nuovi Lensmen (Second Stage Lensman, 1953, originariamente pubblicato nel 1941 su Astounding Stories); ed. it. traduzione di Annarita Guarnieri, in Il Secondo Impero: Lensmen III, Cosmo Serie Oro. Classici della Narrativa di Fantascienza 130, Editrice Nord, 1993.
6. I figli della Lente (Children of the Lens, 1954, originariamente pubblicato nel 1947 su Astounding Stories); ed. it. traduzione di Annarita Guarnieri, in Il Secondo Impero: Lensmen III, Cosmo Serie Oro. Classici della Narrativa di Fantascienza 130, Editrice Nord, 1993.
7. The Vortex Blaster (1960, ripubblicato con il titolo Masters of the Vortex nel 1968).

## Storia editoriale
Originariamente la serie consisteva negli ultimi quattro romanzi pubblicati tra il 1937 e il 1948 sulla rivista Astounding Stories. Successivamente, nel 1948, con il suggerimento di Lloys Arthur Eshbach (editor delle edizioni originali dei romanzi), Smith riscrisse la sua storia del 1934, Triplanetary, per renderla parte della serie di Lensman.
Il primo Lensman fu scritta come collegamento fra Triplanetario e Pattuglia galattica e infine, negli anni verso il 1954, Smith revisionò l'intera serie per rimuovere le inconsistenze che aveva la cronologia originale dei romanzi con Triplanetario.

## Altri media
Nel 1984, furono realizzati in Giappone un film anime intitolato SF Shinseiki Lensman (SF 新世紀 レンズマン) e una serie televisiva intitolata Galactic Patrol Lensman (GALACTIC PATROL レンズマン). Il film venne distribuito negli USA, con pesanti adattamenti, dalla Harmony Gold con il titolo Lensman: Secret of The Lens. Il film e la serie TV hanno molte differenze rispetto ai libri, i nomi dei personaggi e lo scontro fra il bene e il male sono fra le poche cose che hanno in comune.
Nel 2008, Imagine Entertainment e Universal Pictures fecero degli accordi per acquistare i diritti cinematografici di Lensman. Al Wondercon di San Francisco dello stesso anno J. Michael Straczynski, l'autore di Babylon 5, ha confermato che Ron Howard ha acquisito i diritti di Lensman e ha dichiarato di fare parte del progetto. Nel giugno 2008 Straczynski ha incominciato a lavorare sulla sceneggiatura.
Nel 2 aprile 2014 Straczinsky ha dichiarato che la Universal ha scartato il progetto del film.

## Omaggi e parodie
Nel 1949, Randal Garnett scrisse la parodia Backstage Lensman.
Nel 1973, Harry Harrison scrisse Star Smashers of the Galaxy Rangers come parodia di Lensman e l'Allodola dello Spazio.
Il Corpo delle Lanterne Verdi della DC Comics ha molte similitudini con i Lensmen e la Pattuglia Galattica, anche se gli autori hanno negato di essersi ispirati a Lensman, come omaggio furono ideate le Lanterne Verdi Arisia Rrab e Eddore.